# سیتروئن ایکس‌ام
سیتروئن ایکس‌ام (Citroën XM) خودرویی است که در سال‌های ۱۹۸۹ تا ۲۰۰۰ میلادی تولید شده‌است. طراحی آن خودروهای موتور جلو-محور جلو بوده طول آن در حالت طبیعی ۴٬۷۰۸ میلیمتر (۱۸۵٫۴ اینچ)، عرض آن در حالت طبیعی ۱٬۷۹۳ میلیمتر (۷۰٫۶ اینچ) و ارتفاع آن در حالت طبیعی ۱٬۳۹۲ میلیمتر (۵۴٫۸ اینچ) است. ایکس ام در دهه ۷۰ شمسی قرار بود به عنوان خودروی لوکس در شرکت پارس خودرو تولید شود و یکسری از این خودروها با پلاک آزمایشی به پارس خودرو وارد و در ایران تردد کردند. با این حال به‌علت یکسری دلایل این قرارداد منتفی شد.
این خودرو برندهٔ عنوان «بهترین خودرو سال ۱۹۹۰» شده‌است یعنی یک سال پس از عرضه این خودرو به عنوان جانشین سی‌ایکس. این خودرو توسط شرکت برتونه طراحی شده و به سیستم تعلیق هیدروپنوماتیک مجهز می‌باشد. سال ۱۹۹۹ فاز دوم این خودرو عرضه شد و در سال ۲۰۰۷ جای خودرا به مدل‌های سی۵ و سی۶ داد.

## مدل چینی
در اواسط دهه ۹۰ میلادی گروه پژو سیتروئن برای معافیت از عوارض واردات خودرو در چین تصمیم به مونتاژ خودروی زانتیا در چین گرفت. در نتیجه تعداد بسیار محدودی از زانتیا بین سالهای ۱۹۹۶ و ۱۹۹۷ به‌صورت نمونه‌های نیمه تولید شده (CKD) از خط تولید رن فرانسه به چین فرستاده و در خط تولید کمپانی فنگشن-سیتروئن در شهر هویژو از استان گوانگدونگ چین مراحل نهائی مونتاژ آنها انجام گرفت و تحت نام سیتروئن ایکس‌ام وارد بازار شدند.